# حي القلعة

ساحة العيد ويظهر خلفها جامع المغربي عاليا

حي القلعة أحد أحياء مدينة اللاذقية في سوريا يقع هذا الحي في أعلى منطقة في اللاذقية، ويحيط به مجموعة من الأحياء المتفرقة يطلق عليها مشروع القلعة، يضم عدد من الآثار المنتشرة في أنحاء هذا الحي التاريخي مثل المباني والمنازل وجامع تاريخي هو جامع المغربي، في الحي شوارع وممرات قديمة تذكر بزمان مضى وتاريخ عريق لهذا الحي التاريخي، وبالقرب من الجامع يوجد مقام الإمام المغربي وفي ساحة رئيسية تتميز في المناسبات والاعياد المختلفة وخاصة عيد الفطر وعيد الأضحى حيث يظهر الترابط الاجتماعي والتواصل بين سكان الحي جميعاً، وتنتشر المحلات التجارية والدكاكين ومحلات أصحاب الحرف التقليدية بكافة أنواعها، ويوجود في حي القلعة منطقة تاريخية قديمة جميلة تسمى كيدون الأرمن وسكانها من الارمن وكنيسة اثرية قديمة بجوارها أرض اسمها كيدون ومن هنا جاءت تسميتها وهذه الأرض تتبع ملكيتها للكنيسة اليعقوبية الأرمنية في القدس الشريف، وفي المنطقة الواقعة خلف جامع المغربي توجد مقبرة للمسلمين.
سبب التسمية : سبب التسمية يعود لموقعها على هضبة داخل المدينة وتصنّف بأنها أعلى مناطقها ارتفاعًا وتبدو للناظر كقلعة، كان مدفع رمضان يطلق منها.

## وصلات خارجية
1. ↑  موقع أزتاك العربي للشؤون الأرمنية نسخة محفوظة 13 يوليو 2018 على موقع واي باك مشين.